# Alessandra Facchinetti
Alessandra Facchinetti (Bergamo, 2 giugno 1972) è una stilista italiana.

## Biografia
È la prima figlia del tastierista e cantante dei Pooh Roby Facchinetti, che le ha dedicato l'album Alessandra nell'anno della sua nascita e con il quale ha duettato nella canzone Din din din, e della sua prima moglie Mirella Costa; ha una sorella biologica, Valentina (1977), e tre fratellastri da parte del padre, il disc jockey e cantante Francesco (1980), Roberto (1987) e Giulia (1991).
Ha studiato all'Istituto artistico per l'abbigliamento Marangoni di Milano.
Ha lavorato per alcuni anni da stilista freelance, disegnando per esempio una collezione per l’azienda francese Moncler Gamme Rouge e una per il marchio Pinko.
Nel 1994 inizia a lavorare nel mondo della moda presso Miu Miu, dove rimane per sette anni, per passare poi alla casa di moda fiorentina Gucci. A queste esperienze segue un breve periodo durante il quale lavora per Moncler, rinnovando il look dei "mitici" piumini dei paninari.
Nel settembre del 2007 viene chiamata a succedere a Valentino nel ruolo di direttrice creativa per tutte le collezioni donna Valentino S.p.A. Viene licenziata dopo solo un anno, nell'ottobre del 2008. La società spiega che la collaborazione con la stilista si è conclusa «a seguito di disallineamenti con la visione aziendale». Sarà sostituita dal duo stilistico Maria Grazia Chiuri e Pier Paolo Piccioli, da dieci anni in azienda e responsabili degli accessori.
Nel 2011 comincia la collaborazione con il marchio Pinko per la realizzazione della linea "Uniqueness", con lo scopo di rivoluzionare tempi e modalità di presentazione nell'ambito fashion: collezioni no season, disponibili immediatamente online illustrate anche dai relativi moodboard che esplicano il processo creativo alla base della ricerca della Facchinetti e del suo staff.
Dal febbraio 2013 è direttrice creativa di Tod's estendendone la produzione dai soli accessori a una linea d'abbigliamento completa.
La stilista ha presentato i suoi abiti solitamente al Padiglione d’Arte Contemporanea di Milano ed ha inserito in passerella alcuni richiami a ciò che l’aveva ispirata per la collezione. Ad esempio, gli arredi del designer e architetto Giò Ponti o i quadri del famoso pittore Giovanni Boldini. La linea è stata creata utilizzando molto la pelle e sono stati presentati abiti da portare sia di giorno che di sera.
Nell’ultima sfilata a febbraio, quella per l’autunno/inverno 2016-17, ha lavorato con l’artista performativa Vanessa Beecroft – molto apprezzata tra gli stilisti e richiesta anche da Kanye West – con cui ha realizzato un’installazione dedicata all’artigianato italiano.
Nel maggio 2016, dopo 3 anni da direttrice creativa per l’azienda di moda Tod’s,  Alessandra Facchinetti ha abbandonato la compagnia.